# Paolo Carile
Paolo Carile (Lugano, 3 gennaio 1935) è un francesista italiano.
Dal 2004 professore emerito di letteratura francese all’Università degli Studi di Ferrara, vive a Parigi dal 1996. 
Fondatore del Premio di Francesistica in Italia e dell’Associazione Italiques in Francia, è uno dei rappresentanti di un metodo interpretativo pluridisciplinare della scrittura e del fenomeno letterario in una prospettiva interculturale che costituisce uno dei fondamenti degli studi comparatistici. I suoi studi pubblicati in Italia, in Francia, in Spagna e in Canada si concentrano, in particolare, sulle relazioni di viaggio del Cinque-Settecento, su testi para-letterari del Seicento, sul romanzo francese tra le due guerre mondiali e sulle letterature francofone.

## Biografia

### Infanzia e giovinezza
Figlio del pastore Sergio Carile e di Elmina Vairo, è cresciuto nell’atmosfera della guerra, vicino alla Linea Gotica, in Lunigiana e in Garfagnana, dove suo padre era pastore metodista a Carrara e aiutava i membri delle chiese protestanti che si erano rifugiati nei villaggi collinari di quelle regioni.
La sua vocazione per gli studi relativi alla cultura francese si è manifestata durante gli anni universitari a Firenze e a Bologna, quando l’interesse per la letteratura e le lingue straniere lo orienta dapprima verso il mondo ispanico (si divertì a tradurre Bodas de sangre e La zapatera prodigiosa di Federico García Lorca), poi verso la letteratura francese.
È stato allievo di eminenti ispanisti come Oreste Macrì, e di francesisti famosi come Carlo Bo, Glauco Natoli e Enea Balmas. Un altro incontro decisivo è stato quello con Jean-François Revel all’epoca Lettore di letteratura francese alla Facoltà di Lettere dell’Università di Firenze dal 1952 al 1956 che da quel soggiorno italiano ricavò l’esperienza per scrivere Pour l’Italie (1958). Il suo saggio socio-antropologico offre una prospettiva originale sulla società italiana all’epoca del boom economico.
Sono gli anni in cui Roland Barthes pubblica Il grado zero della escritura (1953) e Franco Fortini lo fa conoscere in Italia con una recensione su Lo spettatore italiano nel giugno del 1954. Anche l’italianista Ezio Raimondi ne parla per la prima volta in Italia nelle sue lezioni all’Università di Bologna nel 1955.

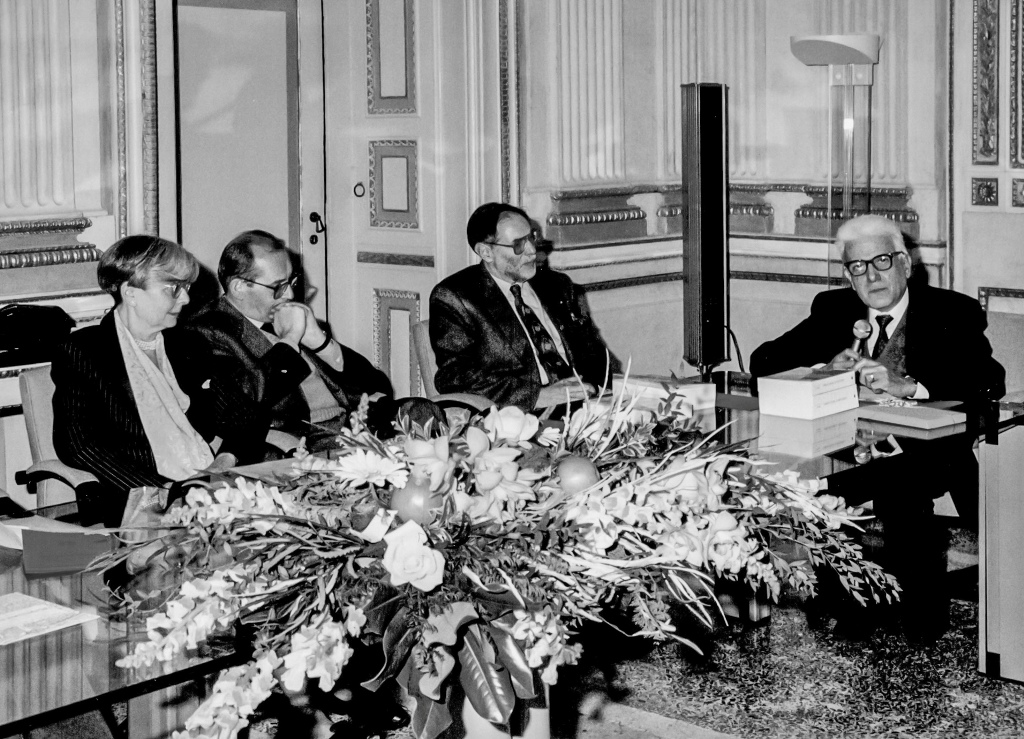
Anna Maria Finoli, Paolo Carile e Enea Balmas, all'Università di Milano nel 1994

Paolo Carile viene influenzato, anni dopo, dalla teoria che "l'ordine sacro dei Segni scritti fa della letteratura un'Istituzione e tende ad astrarla dalla Storia in quanto nessuna 'recinzione' si fonda su un'idea di perennità", ma che il critico può interessarsi a ogni forma di scrittura istoricizzando la lettura dei testi.
Nel 1959 si laurea in letterature straniere all’Università di Bologna. Sensibile fin da giovane all’esperienza dei limiti, delle frontiere e della diversità dei popoli, delle lingue, delle culture, delle religioni, ha fatto di questo interesse per l’interculturale, il multiculturalismo, una vocazione e una metodologia. Attirato dallo studio di testi europei, senza distinzioni nazionali, nei suoi studi oltrepassa le frontiere simboliche che racchiudevano gli studi letterari nello spazio delle belle lettere per mettere in evidenza il valore innovativo di certi testi misconosciuti e ricollocarli in un ampio contesto storico e antropologico.

### Carriera universitaria

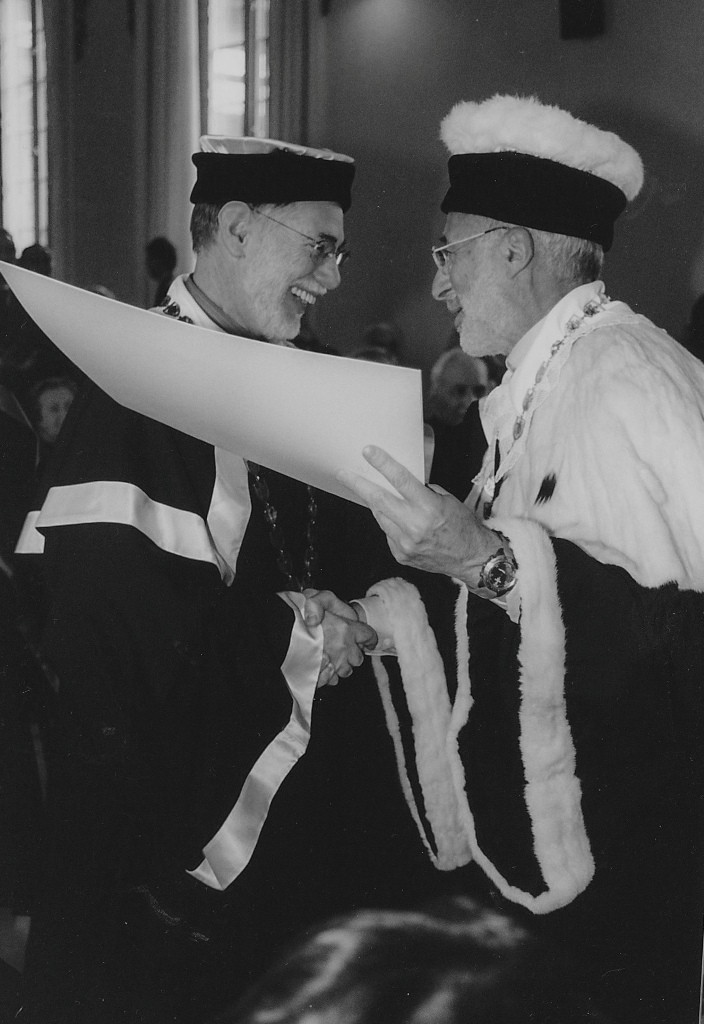
Il rettore Francesco Conconi conferisce a Paolo Carile il titolo di professore emerito, Università di Ferrara, 2004.

Promotore degli studi francesi in Italia, ha insegnato nelle Università di Bologna, Verona, poi Ferrara (1970-1996), dove è diventato direttore dell’Istituto di lingue e letterature straniere della Facoltà di lettere e poi presidente del corso di laurea in materie letterarie.
Segretario generale (1983-1991) poi Presidente (1992-1998) della Società universitaria di studi di lingua e letteratura francese (SUSLLF), nel 1986, pubblica e presenta con Giovanni Bogliolo e Mario Matucci, il primo volume di Francesistica, la bibliografia degli studi di letteratura francese e francofona in Italia, che viene pubblicata ogni 5 anni.
Crea anche il Premio di Francesistica che segnala i migliori studi italiani sulla cultura letteraria francese o francofona che presiede dal 1990 al 1999. Organizza numerosi convegni franco-italiani in varie università, tra cui anche quelle di Parigi e di Tolosa. Realizza un gemellaggio tra l’Università di Ferrara e quella di Toulouse-le-Mirail.
Ha insegnato anche nelle Università di Digione, (1998), Tours (1998), Toulouse (1993) e di Québec (1985). Si è stabilito in Francia dal 1996.

### AssociazioneItaliques
Nel 1996, quando partecipa a Parigi ad un seminario dell’EHESS e entra in contatto con colleghi di diversi paesi, gli viene l’idea di creare “un gruppo neolatino di riflessione sulle scomode prigioni del pensiero quali sono gli stereotipi e i cliché nazionali” e quindi fonda l’Association Italiques, con la collaborazione di Elisabeth de Balanda, Michèle Gendreau-Massaloux, Yves Hersant, Sylviane Léoni. Ottiene il patronage di Istituzioni universitarie e culturali internazionali come l’École des hautes études en sciences sociales, l’UNESCO, l’Unione Latina, l’Agence Universitaire de la Francophonie, la Sorbonne, l’Académie française, l’Ambasciata d’Italia a Parigi, gli Archives et musée de la littérature de Bruxelles e la collaborazione puntuale di un certo numero di Università italiane, belghe e spagnole.
Nella fase iniziale Italiques organizza incontri internazionali plurilingue su delle tematiche pluridisciplinari e riunisce storici, sociologi, letterati, giornalisti, editori, scrittori e varie altre persone interessate ai rapporti interculturali tra l’Italia, la Francia, il Belgio, poi anche la Spagna e il Portogallo.
Dal 2000 al 2019 Italiques ha potuto creare una succursale nei locali dell’Università di Palermo, grazie all’intervento del Pro-Rettore di quell’Ateneo, Giovanni Saverio Santangelo¸ e costituirvi una piccola biblioteca dedicata alla francofonia.
Tuttavia Italiques non è un cenacolo accademico o un’istituzione con vocazione esclusivamente scientifica, è concepita piuttosto come un luogo di confronto aperto dove si discute liberamente su vari temi legati al rapporto tra le varie culture,.
L’associazione organizza ogni anno un’edizione del Prix Italiques per segnalare un film, un cdrom, un romanzo o un saggio di un autore italiano su un aspetto della cultura francese, oppure un’opera di un autore francese sulla cultura italiana o belga. Italiques ha contatti collaborativi con personalità italiane, francesi, spagnole: Fabio Roversi Monaco, ex presidente de l’Université de Bologne, fondatore e già presidente di Genus Bononiae, i sindaci di Parigi Bertrand Delanoë, di Roma Walter Veltroni e di Palermo Leoluca Orlando; gli ambasciatori Alain Le Roy e Loïc Hennekinne; ex ministri Laura Balbo, Aurélie Filippetti, Enrico Letta e Xavier Emmanuelli; accademici francesi (Jean-François Revel, Hector Bianciotti, Angelo Rinaldi, Maurizio Serra), italiani (Tullio Gregory, Roberto Antonelli, Benedetta Craveri) e belgi (Roland Mortier); gli storici Gilles Pécout, Patrick Boucheron, Carlo Ossola, Francesco Margiotta Broglio, il semiologo Paolo Fabbri, il regista Ettore Scola; pittori come Valerio Adami o l'artista plastico, mediologo e critico letterario Pierre-Marc de Biasi; i scrittori Gianni Celati, Vincenzo Consolo, Dominique Fernandez, i poeti e traduttori Martin Rueff, Miguel Angel Cuevas e Jacqueline Risset; giornalisti come Eugenio Scalfari, Corrado Augias, Alberto Toscano o Philippe Ridet.
Presidente di Italiques dal 1997 al 2018 è ormai presidente onorario.

## Attività di ricerca scientifica e editoriale
Ha privilegiato l’analisi di testi per lo più sconosciuti o poco noti che si collocano all’incrocio tra la letteratura, la geografia, la cosmografia, l’antropologia culturale, che permettono di comprendere l’evoluzione dei modelli descrittivi e dell’assunzione del reale attraverso la scrittura. La sua attenzione si è concentrata su opere che hanno contribuito a costruire le forme letterarie e mentali, come anche le strutture socio-politiche dell’età moderna: la nascita del colonialismo, la diffusione della schiavitù, la rappresentazione ambigua del “selvaggio” e del “barbaro”, le strategie missionarie degli ordini cattolici, i rapporti tra la Riforma e le grandi scoperte geografiche, la diaspora dei protestanti, il miraggio del continente australe, l’emergenza dell’economia mondiale. Tutte tematiche tradotte in forme letterarie diverse nelle quali si esprimono la sensibilità, l’ideologia, l’immaginario, le ossessioni di un’epoca ma anche le critiche interne della civiltà occidentale e del suo eurocentrismo.
È stato il responsabile della sezione letteraria degli Annali dell’Università di Ferrara (1970-1996); condirettore della rivista Quaderni del Seicento francese e delle collane “Biblioteca dei quaderni del Seicento francese” e “Mentalità e scrittura”. Condirettore della collana “Voyages et récits” presso le Éditions de Paris con Frank Lestringant (1995-1996, condirettore della “Biblioteca di Italiques”, presso le edizioni Palumbo e condirettore della collana “Usbek” di Aracne. Direttore della “collana Italiques” sempre presso Aracne e membro del comitato scientifico delle riviste: Studi di Letteratura francese, Francofonia, Rivista di Studi Canadesi, Littératures Classiques.
L’ultimo filone della sua attività di ricercatore e di docente è rappresentato dall’interesse per l’insegnamento della lingua francese e le nuove tecnologie. In questo campo ha pubblicato, in collaborazione con Sylviane Léoni e Laura Schenoni, dei manuali scolastici per le scuole secondarie.

## Premi e onorificenze
- 1981 Ufficiale dell'Ordine delle Palme accademiche (Francia)
- 1994 Cavaliere nell'Ordine nazionale al merito (Francia)
- 1996 Dottore Honoris causa dell'Università di Tolosa-le-Mirail (Francia)[27]
- 2001 Cavaliere nell'Ordine nazionale della Legion d'onore (Francia)[28]
- 2002 Membro corrispondente dell'Académie des sciences, arts et belles-lettres de Dijon
- 2003 Premio per la lingua francese dell'Accademia francese[29]
- 2005 Commendatore dell'Ordine della Stella d'Italia (già Ordine della Stella della solidarietà italiana[30]
- 2008 Ufficiale dell'Ordine della Corona (Belgio)

## Opere

### Poesie
- ”Approssimazioni verbali: tra Bologna e Parigi. Frammenti di memoria” / “Aproximaciones verbales: entre Bolonia y Paris. Fragmentos de memoria” / « Approximations verbales: entre Bologne et Paris. Éclats de mémoire », edizione trilingue, Au vent pérenne du quotidien, traduzioni di Marie-France Renard e Miguel Ángel Cuevas; prefazione di Marie-France Renard; postfazioni di Vincenzo Consolo (”Approssimazioni amichevole”) e di Miguel Ángel Cuevas (“Aproximación especular”), Bruxelles, Archives et Musée de la Littérature, 2011, n.p. ISBN 978-2-87168-064-2[31].

### Volumi
- Céline, un allucinato di genio, prefazione di Dominique de Roux, Bologna, Pàtron, 1969, 248 p.
- Aspetti e motivi delle lettere di Saint-Evremond, Bologna, Esculapio edizioni scientifiche, 1971, 58 pp.
- Céline oggi, Roma, Bulzoni, “Biblioteca di cultura” 59, 1974, 284 p.[32].
- Lo sguardo impedito. Studi sulle relazioni di viaggio in Nouvelle-France e sulla letteratura popolare, Fasano, Schena, “Biblioteca della ricerca. Cultura straniera” 17, 1987, 408 p.[33][34][35].
- Recueil de quelques mémoires servant d’instruction pour l’établissement de l’île d’Eden par Henri Duquesne (1689). Introduction et notes de Paolo Carile. François Léguât: Voyage et aventures de François Léguât et de ses compagnons en deux îles désertes des Indes orientales (1690-1698). Introduction et notes de Jean-Michel Racault, Paris, Les Éditions de Paris, Coll. « Voyages et récits », 1995 , 269 p. ISBN 2-905291-34-6[36][37].
- Le Regard entravé. Littérature et anthropologie dans les premiers textes sur la Nouvelle-France, Sillery – Rome, Éditions du Septentrion – Aracne, 2000, 223 p. ISBN 978-88-7999-268-8[38][39][40][41].
- Huguenots sans frontières. Voyage et écriture à la Renaissance et à l’Âge classique, Paris, Champion, 2001, 319 p. ISBN 978-2-7453-0525-1[42][43].
- Dall’America all’Australia. Testimonianze della crisi dell’etnocentrismo nell’Europa rinascimentale, Rome, Biblink, 2009, 62 p.
- Écritures de l’ailleurs: négociants, émigrés, missionnaires et galériens. Préface de Marc Cheymol. Paris : L’Harmattan; Rome: Tab, 2019, 288 p. ISBN 978-2-343-19136-2[44][45][46].
- Écritures de l’ailleurs. Négociants, émigrés, missionnaires et galériens. Préface de Marc Cheymol, Deuxième édition, revue et augmentée, Roma, TAB edizioni, collana “Università”, 2021, 312 p. ISBN 978-88-9295-110-5[47].

### Edizioni critiche
- Saint-Évremond et Comte d’Ételan, La Comédie des Académistes ; Saint-Évremond, Les Académiciens, éd. critique avec introduction, notes et lexique par Paolo Carile, préface d’Enea Balmas, Milano-Paris, Cisalpino-Goliardica - Libraire A. G. Nizet, 1976.
- Henri Duquesne, Recueil de quelques mémoires servant d’instruction pour l’établissement de l’île d’Eden (1689), introduction et notes de Paolo Carile; Voyages et aventures de François Leguat et de ses compagnons en deux îles désertes des Indes orientales (1690-1698), introduction et notes de Jean-Michel Racault, Paris, Les Éditions de Paris, 1995, 269 p. ISBN 2-905291-34-6[48].
- Montesquieu, Lettres persanes, introduction et notes de Paolo Carile, Paris, Librairie générale française, collection « Le Livre de poche » 1665, 1995, 253 p. ISBN 978-2-253-00321-2.
- Francesco Carletti, Voyage autour du monde (1594-1606), introduction et notes de Paolo Carile, traduction de Frédérique Verrier, Paris, Chandeigne, Collection "Magellane", 1999, 349 p. (ISBN 978-2-906462-49-6, ISBN 2-906462-49-7).
- Sergio Carile, Diario di guerra: fiducioso nel nulla. Tra Lunigiana e Garfagnana, attraverso la linea gotica (a cura di Paolo Carile), Roma, Aracne, collana “Tempus” 4, 2017 156 p. ISBN 978-88-548-9587-4.

### Direzione di volumi collettivi
- La lingua francese nel seicento (a cura di Paolo Carile, Giovanni Dotoli, Pasquale Aniel Jannini), prefazione di Maurice Gross, Bari – Paris, Adriatica – Nizet, “Quaderni del Seicento francese” 9, 1991[49].
- Francesistica. Bibliografia delle opere e degli studi di letteratura francese e francofona in Italia (1980-1989), a cura di Giovanni Bogliolo, Paolo Carile, Mario Matucci, Fasano, Schena - Paris, Slatkine, 1992, 683 p. ISBN 978-887514519-4
- Sulla Via delle Inde Orientali / Sur la route des Indes orientales, a cura di Paolo Carile, Fasano – Paris, Schena - Nizet, 1995[50].
- Francesistica. Bibliografia delle opere e degli studi di letteratura francese e francofona in Italia, II (1990-1994), a cura di Giovanni Bogliolo, Paolo Carile, Mario Matucci, Fasano, Schena - Genève, Slatkine, 1996, 567 p. ISBN 978-887514557-6.
- Sur la route des Indes orientales. Aspects de la francophonie dans l’océan Indien (a cura di Paolo Carile), vol. 2, Ferrare, Università degli Studi di Ferrara, 2002, 266 p.[51].
- Palermo-Paris, Parigi-Palerme: due capitali culturali fra il Settecento e il Duemila (a cura di Paolo Carile e Giovanni Saverio Santangelo), Palermo, Palumbo, 2002, 430 p. ISBN 978-888020477-0
- Francesistica. Bibliografia delle opere e degli studi di litteratura francese e francofona in Italia. Bibliographie des œuvres et des études de littérature française et francophone d'Italie, III (1995-1999), a cura di Graziano Benelli, Giovanni Bogliolo, Paolo Carile, Giorgetto Giorgi, Mario Matucci, Benedetta Papasogli, Paris, L’Harmattan, 2003, 774 p. ISBN 978-2-7475-0375-4.
- La formazione del Principe in Europa dal Quattrocento al Seicento, Roma, Aracne, 2004, 352 p. ISBN 978-88-7999-685-3[52].
- L’Università del XXI secolo. Nuovi strumenti e nuovi saperi (a cura di Paolo Carile e Fabio Roversi-Monaco, Bologna, Bononia University Press, 2010, 190 p. (ISBN 978-8873955566).
- Paris – Rome : trajectoires de deux capitales culturelles (a cura di Paolo Carile, Marc Cheymol et Jean Musitelli), Rome, Aracne, 2013, 256 p. ISBN 978-88-548-6328-6.
- Dall’ Italia e dalla Francia. Visioni del Mediterraneo / D’Italie et de France. Visions de la Méditerranée (a cura di Paolo Carile, Marc Cheymol e Jean Musitelli), Rome, Aracne, 2014, 184 p. ISBN 978-88-548-7833-4.
- Ernesto Buonaiuti nella cultura europea del Novecento (a cura di Paolo Carile e Marc Cheymol), rivista Modernism, 2016-2, 414 p. (ISBN 978-88-372-3020-3)[53].
- Vingt ans en ‘Italiques’  / Vent’anni di ‘Italiques’  (a cura di Paolo Carile e Marc Cheymol), Rome, Aracne, 2017, 300 p. ISBN 978-88-255-0774-4.

### Manuali scolastici
- Paolo Carile et Lora Petroni Pardini, Éléments de géographie physique, économique et humaine de la France, Bologna, Esculapio, 1961.  Ed. riv. e corr., Bologna, Esculapio, 1975.
- Provence: la Côte d’Azur, Milano, Ghisetti & Corvi, “Bibliothèque de civilisation” 18, 1968.
- Documents sur la France contemporaine, choisis et annotés par Paolo Carile et Cataldo Caputo, Bologna, Cooperativa libraria universitaria editoriale, 1970.
- “Una proposta didattica e le sue giustificazioni metodologiche”, Paolo Carile et Laura Schenoni, Voici la France. Dossiers et documents sur la langue et la civilisation françaises, con la collaborazione di Bernard Baritaud, Novara, Istituto Geografico De Agostini, 1983.
- Sylviane Léoni et Paolo Carile, Copains, copines. Corso di lingua francese, Novara, Istituto Geografico De Agostini, 1983.